# Szponiastonóg ciemny

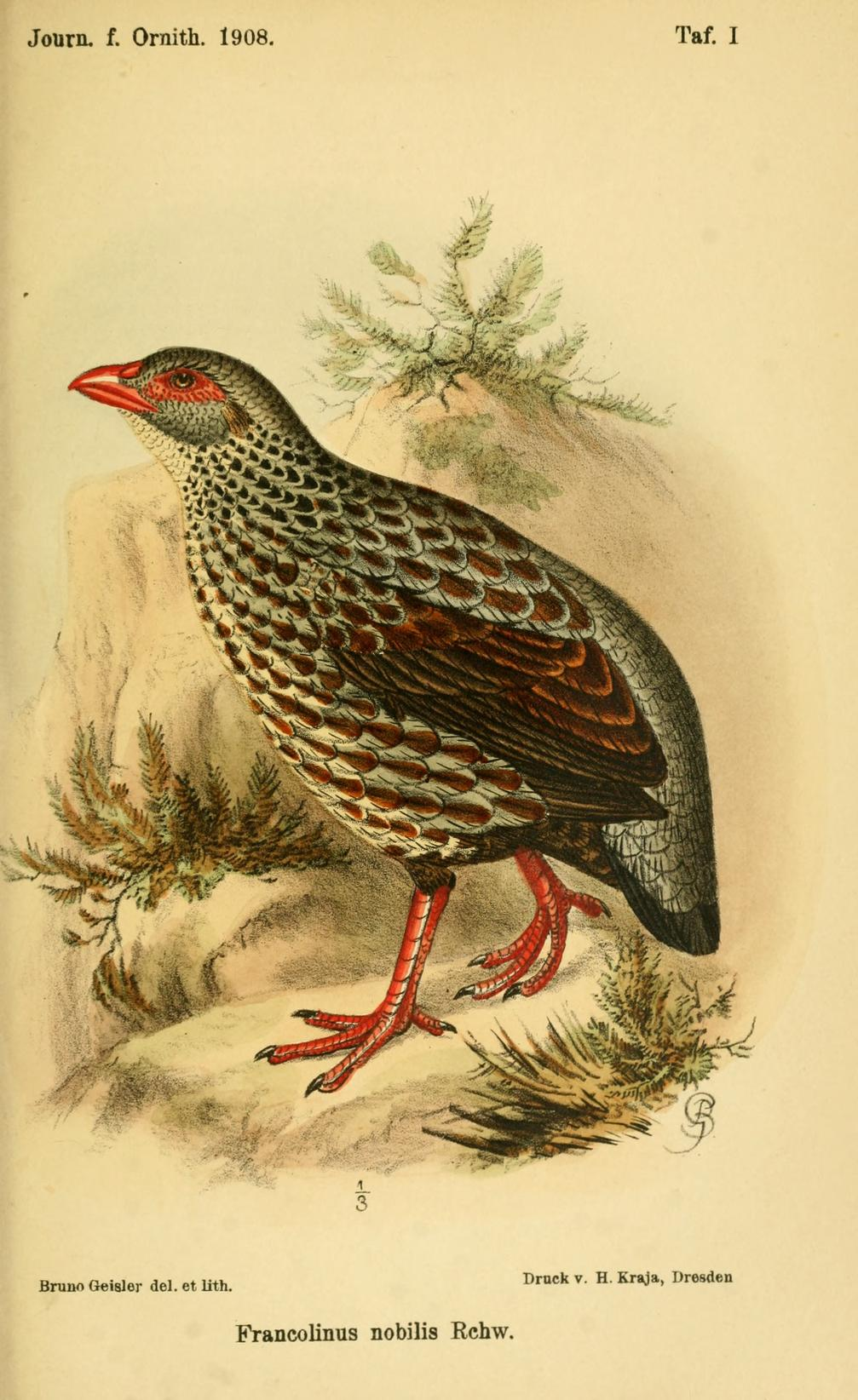
Ilustracja z 1908, autor: Bruno Geisler

Szponiastonóg ciemny (Pternistis nobilis) – gatunek średniej wielkości ptaka z rodziny kurowatych (Phasianidae), podrodziny bażantów (Phasianinae). Występuje w centralno-wschodniej Afryce. Nie jest zagrożony wyginięciem.

## Taksonomia
Po raz pierwszy gatunek opisał Anton Reichenow w 1908. Przydzielił mu nazwę Francolinus nobilis. Holotyp pochodził z gór Wirunga, a dokładniej z ich części leżącej we współczesnej Demokratycznej Republice Konga. Obecnie (2015) Międzynarodowy Komitet Ornitologiczny (IOC) umieszcza gatunek w rodzaju Pternistis. Ptak wydaje się być najbliżej spokrewniony ze szponiastonogiem kenijskim (Pternistis jacksoni), etiopskim (P. castaneicollis), brązowogłowym (P. erckelii) i jałowcowym (P. ochropectus). Ptaki z gór Ruwenzori zostały opisane jako podgatunek chapini, ale odmienność upierzenia tych ptaków mieści się w zakresie zmienności osobniczej; podobnie ma się z podgatunkiem ruandae. IOC uznaje gatunek za monotypowy, podobnie jak i autorzy Handbook of the Birds of the World.

## Morfologia
Długość ciała wynosi od 33 do 35 cm. Samce większe; ich wymiary: długość skrzydła 191–210 mm, skoku 62–66 mm, masa ciała dwóch osobników 862 i 896 g. Wymiary samic: długość skrzydła 172–186 mm, skoku 53–57 mm, masa ciała (3 osobniki) 600–670 g. Dziób jednego samca (opisanego jako P. n. chapini) mierzył 27 mm.
W upierzeniu nie występuje dymorfizm płciowy. Pióra na głowie szare z ciemniejszymi środkami oraz bardziej brązowym odcieniem z wierzchu głowy i na szyi. Gardło płowoszare. Pióra z boków ciała rdzawe, posiadają szare krawędzie. Spód ciała szary, na pokrywach podogonowych czernieje. Wierzch ciała pokrywy skrzydłowe rdzawe, z wierzchu ciała mają szarawe brzegi, zaś barkówki są bardziej kasztanowe. Kuper i pokrywy nadogonowe szarobrązowe. Lotki I rzędu i najbardziej zewnętrzne lotki II rzędu przybierają barwę szarobrązową, pozostałe rdzawą. Dziób czerwony, tęczówka brązowa, nogi i naga skóra wokół oczu czerwone; w okolicy ucha występuje żółtopomarańczowa plama nagiej skóry. Osobniki młodociane mają podobny wzór upierzenia, wyróżniają je jednak jaśniejsze barwy, szarawy środek piersi i brzuch oraz szerokie płowoszare lub brązowawe krawędzie piór z wierzchu ciała.

## Zasięg występowania
Szponiastonóg ciemny występuje w górach Demokratycznej Republiki Konga (Góry Błękitne po góry Itombwe), w południowo-zachodniej Ugandzie (góry Ruwenzori, Nieprzenikniony Las Bwindi, okolice Kisoro i Kibale), w Rwandzie i Burundi. BirdLife International szacuje ten obszar na 17,1 tys. km².

## Ekologia
P. nobilis to gatunek skryty i trudny do zauważenia, zwykle pozostający w gęstej roślinności w parach lub małych grupach. Jego środowiskiem życia są zarośla bambusów i gęsty podszyt w górskich lasach, szczególnie w okolicach wody lub bagien. Spotykany na wysokości 1850–3700 m n.p.m. Zwykle obserwowany bardzo wczesnym rankiem lub po południu, kiedy zdarza się, że ptaki żerują na leśnych traktach; żywią się ziarnem. Spłoszony odbiega, jeśli podfruwa – niechętnie i po krótkim locie znów skrywa się w roślinności. Szponiastonoga ciemnego najlepiej zidentyfikować po głosie, odzywa się szczególnie głośno, gdy szykuje się do odpoczynku w krzewach lub niskich drzewach. Odzywa się głośnym, szorstkim pianiem, zapisywanym jako powtarzane 4–5 razy czak-a-rik lub powtarzane 6–8 razy kok-rak (także kre-kar-kre-kar-kre-kor). O rozrodzie bardzo niewiele wiadomo, brak opisu gniazda czy jaj. Prawdopodobnie gniazduje od końca kwietnia do sierpnia lub września.

## Status zagrożenia
Przez IUCN szponiastonóg ciemny jest klasyfikowany jako gatunek najmniejszej troski (LC, Least Concern) nieprzerwanie od 1988 (stan w 2020). Liczebność populacji nieznana, trend szacowany przez BirdLife International na stabilny. Organizacja wymienia 13 ostoi ptaków IBA, w których występuje gatunek. Należą do nich m.in. Park Narodowy Kibira (Burundi), góry Itombwe, Park Narodowy Wirunga (D. R. Konga).